# Christine Envall
Christine Envall (Bendigo, Victoria; 28 de noviembre de 1972) es una culturista profesional y nutricionista australiana.

## Primeros años y educación
Asistió al Castlemaine High School. En 1991, comenzó sus estudios universitarios en la RMIT University, donde se diplomó en Ciencias de la Alimentación y Nutrición, graduándose en 1994.

## Carrera de culturista

### Amateur
Envall es una de las pocas culturistas con una carrera que abarca más de dos décadas. En 1991 participó por primera vez en el NPC-A/IFBB Bendigo City, donde quedó en tercera posición. Entre 1991 y 1995, participó en seis campeonatos australianos de la Asociación Nacional de Culturistas Aficionados (NABBA). En 1995, durante los nacionales australianos de la NPCA/IFBB, se le concedió el estatus de profesional de la IFBB sin ser juzgada.
También en 1995, durante los Campeonatos Australianos de la NPC-A/IFBB, Envall fue clasificada en tercer lugar, simplemente porque su perfil tan delgado no era un buen ejemplo para las demás mujeres. La razón es que su físico no justificaba que compitiera en la misma categoría que los culturistas aficionados. Entre 1996 y 2001, Christine centró la mayor parte de su energía en presentarse a varios campeonatos mundiales de la NABBA.

### Profesional
En 2001, Envall compitió en su primer show profesional de la IFBB, el Jan Tana Classic, donde quedó sexta en la categoría de peso pesado. En 2015, en el Toronto Pro Supershow, ganó su primera competición profesional del circuito de la IFBB. Está documentado que Christine Envall es la única culturista femenina de la IFBB en activo procedente de Australia.

### Historial competitivo
- 1991 - NPC-A/IFBB Bendigo City – 3º puesto
- 1991 - NPC-A/IFBB Outback Classic – 1º puesto (LW)
- 1991 - NABBA Victorian Championships – 1º puesto (Short Class)
- 1992 - NABBA Australasian Championships – 5º puesto
- 1994 - NPC-A/IFBB Bendigo City – 1º puesto (Open)
- 1994 - NPC-A/IFBB Southern States – 1º puesto (MW)
- 1995 - NPC-A/IFBB Australasian Championships – 3º puesto (HW)
- 1995 - NPC-A/IFBB Southern States – 2º puesto (HW)
- 1995 - NPC-A/IFBB Victorian Championships – 1º puesto (HW y overall)
- 1995 - NPC-A/IFBB Australia's Most Muscular Woman – 1º puesto
- 1997 - NABBA Victorian Championships – 1º puesto
- 1997 - NABBA Night of Australia's Best – 1º puesto
- 1997 - NABBA Australian Championships – 2º puesto
- 1997 - NABBA World Championships – 1º puesto (Overall)
- 1997 - NABBA Australasian Championships – 1º puesto (Overall)
- 1997 - NABBA Universe – 2º puesto (Short Class)
- 1998 - NABBA Australian Championships – 1º puesto (Overall)
- 1998 - NABBA World Championships – 1º puesto (Overall)
- 1999 - NABBA Australian Championships – 1º puesto (Overall)
- 1999 - NABBA World Championships – 3º puesto
- 2000 - NABBA World Championships – 1º puesto (Overall)
- 2001 - NPC-A/IFBB Southern States – 1º puesto (HW)
- 2001 - IFBB Jan Tana Classic – 6º puesto (HW)
- 2001 - IFBB Pro Extravaganza – 6º puesto (HW)
- 2002 - IFBB South West Pro – 3º puesto (HW)
- 2002 - IFBB Jan Tana Classic – 8º puesto (HW)
- 2003 - IFBB Night of Champions – 7º puesto (HW)
- 2003 - IFBB Jan Tana Classic – 5º puesto (MW)
- 2005 - NABBA Southern Hemisphere – 1º puesto
- 2013 - IFBB Chicago Pro Championships – 7º puesto
- 2013 - IFBB Tampa Pro Championships – 14º puesto
- 2013 - IFBB Toronto Pro – 11º puesto
- 2014 - IFBB Chicago Pro Championships – 3º puesto
- 2014 - IFBB Ms. Olympia – 11º puesto
- 2014 - IFBB Omaha Pro – 3º puesto
- 2014 - IFBB Toronto Pro – 6º puesto
- 2015 - IFBB Omaha Pro – 3º puesto
- 2015 - IFBB Toronto Pro – 1º puesto
- 2015 - IFBB Wings of Strength Rising Phoenix World Championships – 10º puesto[3][5]

## Vida personal
Envall vive actualmente en Gold Coast (Queensland, Australia) y ha sido muy activa en el ámbito de los suplementos alimenticios y la nutrición. Es una de las propietarias de uno de los mayores centros de nutrición, International Protein, en Australia. Nació en una familia de dos miembros y tiene cinco hermanastros, entre ellos su hermana Zoe Hauser y su hermano Michael Envall.